# C&A
C&A est une chaîne internationale de magasins de vêtements d'origine néerlandaise, et dont les sièges sociaux sont situés en Belgique et en Allemagne. Son réseau de magasins s’étend sur 21 pays européens avec 1 575 magasins en Europe, mais aussi en Asie et sur le continent américain notamment au Brésil et au Mexique.
La famille Brenninkmeyer est propriétaire du groupe C&A. Le succès de l'entreprise a conduit la famille à être considérée, par les Néerlandais, comme l'une des plus influentes des Pays-Bas.

## Histoire

### Débuts de C&A aux Pays-Bas

Évolution du logotype de C&A.

L'entreprise C&A est fondée en 1841 à Sneek, en Frise, par les frères Clemens et August  Brenninkmeijer , qui donnent chacun l'initiale de leurs prénoms pour former le nom de l'enseigne.
Clemens et August Brenninkmeyer sont les descendants de la famille allemande Brenninkmeyer, dont les membres étaient des commerçants installés à Mettingen  Brenninckhof dans l'actuelle région de Rhénanie-du-Nord-Westphalie. Depuis le XVIIe siècle, cette famille s'est spécialisée dans le commerce du lin et des textiles. En 1671, les Brenninkmeyer quittent leur ferme familiale pour partir vendre leurs articles textiles et en lin sur les routes.
En 1841, les deux frères ouvrent leur premier entrepôt aux Pays-Bas et fondent une société commerciale à Sneek. En 1860, ils inaugurent leur première boutique,. En 1906, le fils de Clemens, Bernard Joseph, poursuit le développement de l'entreprise familiale à Amsterdam.
L'enseigne voit son organisation évoluer grâce aux développements technologiques qui ont transformé l'industrie de la mode (comme l'avènement de la machine à coudre dans les années 1830) et du prêt-à-porter. C&A s'installe sur ce nouveau marché à fort potentiel en proposant des articles de mode à des prix abordables,.  C'est la première enseigne à vendre des vêtements de prêt-à-porter proposant toutes les tailles standardisées à prix fixes, à un très large public.
Dans les années 1930, C&A commence à mettre en avant ses collections à travers des publicités au cinéma et à la radio. Elle fait appel également à des créateurs. En 1967, le mannequin britannique Twiggy crée ainsi une collection pour C&A . Puis en 1981, deux créateurs de mode Karl Lagerfeld et Yves Saint Laurent s'associent à C&A pour développer des collections.
Les collaborations se poursuivent dans les années 2010 : avec le mannequin top model Cindy Crawford en 2012 et 2013, avec la créatrice de mode Stella McCartney en 2012 au Mexique et en 2014 au Brésil, mais aussi avec la star de télé-réalité Kim Kardashian West en 2015 pour le marché brésilien,.
En France, en 2014, C&A s'est associé au magazine de mode féminin Cosmopolitan. Cette collaboration prit des formes multiples : une sélection d'articles par la rédaction mode du magazine, un bus événementiel à Paris proposant des mises en beauté et des conseils mode du magazine sous forme de fashion prescriptions aux passantes, des événements shopping en magasins, l'impression d'un mini-magazine ainsi que du contenu éditorial C&A dans les pages de Cosmopolitan.
C&A reste la propriété de la famille qui l'a fondée.

### Internationalisation de l'entreprise

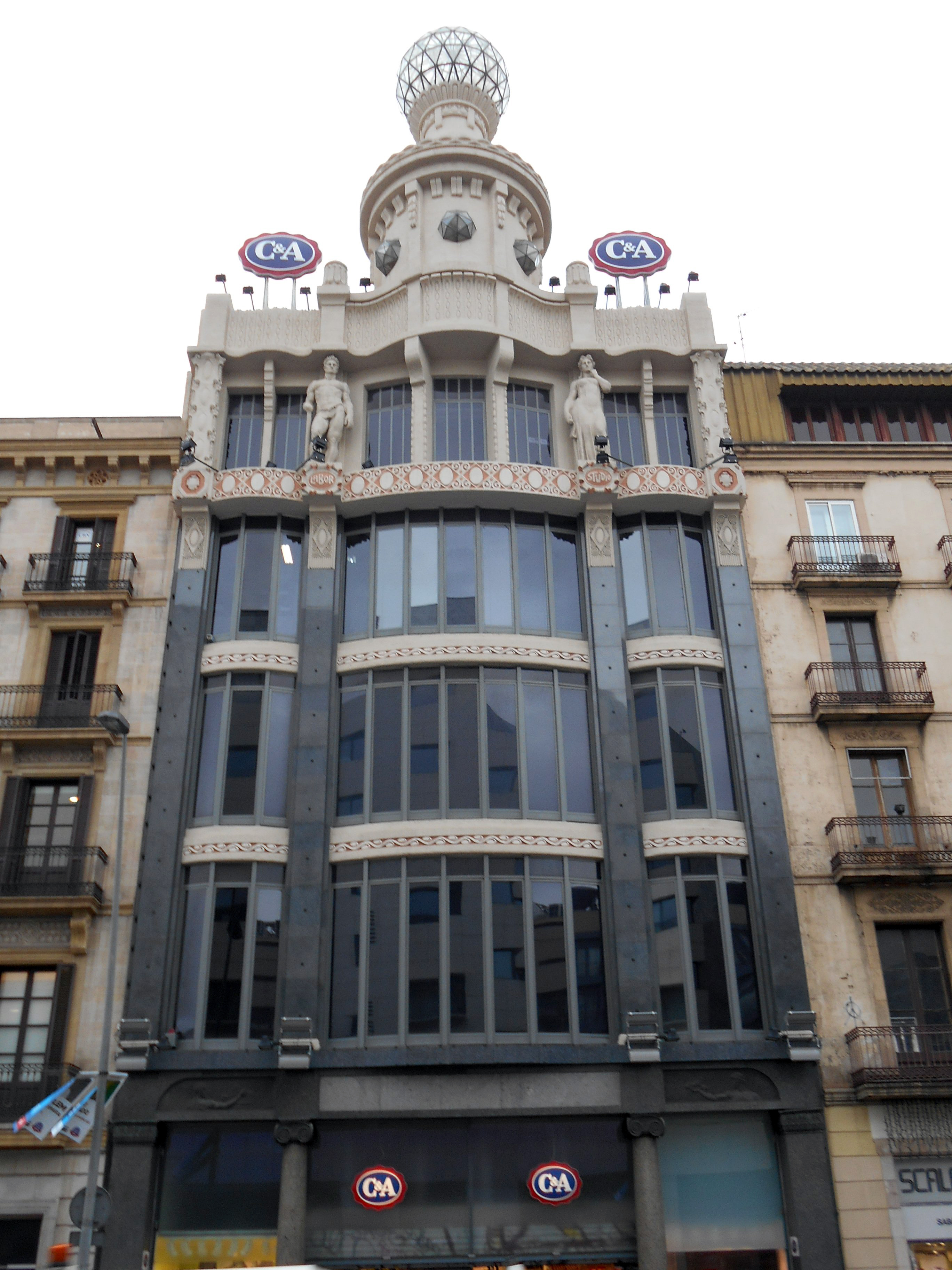
Immeuble Can Damians, entrepôt de C&A à Barcelone en Espagne.

De 1900 à 1911, C&A étend son réseau de magasins sur tout le territoire néerlandais, puis dès 1911, les premiers magasins C&A font leur apparition dans les pays voisins, d'abord en Allemagne (1911) puis en Grande-Bretagne (1922). L'expansion continue pour atteindre la Belgique (1963), la France avec le magasin de Vélizy 2 (1972), la Suisse (1977), le Luxembourg (1982), l'Espagne (1983), l'Autriche (1984), le Portugal (1991), l'Irlande et la République tchèque (1999), la Pologne (2001), la Hongrie (2002), la Russie (2005) et dernièrement la Chine avec un magasin ouvert à Pékin en 2009. Selon un article de 2006  du journal Les Échos, le groupe compte alors en Europe environ un millier de magasins, et emploie 45 000 personnes.
Le groupe, qui ne publie pas les bilans de ses filiales, éprouve sur certains marchés des difficultés à faire face à la concurrence de sites de vente en ligne bon marché, mais aussi d'enseignes pratiquant des prix plus agressifs. Ainsi en 2001, C&A décide de fermer l'intégralité de ses magasins au Royaume-Uni.
En 2018, la société emploie en France environ 2 500 salariés dans près de 150 magasins, implantés dans les centres-villes, dans des centres commerciaux et en périphérie urbaine. En avril 2018, elle annonce la fermeture de quatorze magasins en France et un plan social concernant 120 collaborateurs. En janvier 2020, C&A annonce la fermeture de trente autres magasins en France, puis en 2022, la fermeture de deux magasins emblématiques dans Paris (sur trois dans cette ville). En 2025, l'enseigne possède encore 100 magasins en France, avec un effectif de 1 500 salariés. La CGT estime que 800 personnes ont été licenciées depuis 2016. Mais les difficultés continuent, en raison de la concurrence des grandes enseignes comme Zara, Primark ou Kiabi, et de prix très compétitifs proposés par des sites sur le web. Ainsi, C&A annonce en mars 2025 la fermeture d'un quart de ses magasins français.

## Activité
Le siège social de l'entreprise est basé à Vilvorde, près de Bruxelles. Elle  développe des marques telles que Clockhouse pour les juniors, Angelo Litrico pour les hommes, etc..

## Dans la culture populaire
La chaîne de magasins est citée dans la chanson de The Specials, « Man at C & A », sur l'album More Specials. Par la suite, l’appellation « Man at C & A » est utilisée en anglais pour qualifier quelqu'un dont la tenue vestimentaire est discutable.